# Anabolic Video
Anabolic Video — американская компания, специализирующаяся на выпуске порнофильмов. Штаб-квартира студии находится в Чатсворте Лос-Анджелес, Калифорния, США. Студия является пионером в гонзо-порнографии и считается одной из самой успешных в продюсировании гонзо-фильмов.

## История
Студия Anabolic была основана в 1991 году выпускником Калифорнийского университета в Лос-Анджелесе Кристофером Александром (также известного по съемкам как Бифф Малибу), который в настоящее время также является президентом компании. Anabolic и её бывшая сестринская компания Diabolic Video первоначально располагались в городе Венис (Калифорния). Вскоре компания стала одной из первых по производству гонзо-фильмов, наряду с Эдом Пауэрсом, Родни Муром и Джоном Стальяно. В 1992 году в компанию пришёл Грегг Алан, который возглавлял отдел продаж более 15 лет.
В середине 1990-х годов Anabolic поглотила Diabolic Video. В конце 1990-х — начале 2000-х годов на студию работали такие режиссёры, как Винс Войер, Эрик Эверхард, Джон Стронг, Джон Даг и Лексингтон Стил, которые выпускали наиболее успешные гонзо-фильмы на рынке. В 1998 году был создан отдельный лейбл Diabolic, а в 2001 году студии переехали в Чатсуорт. В середине 2004-х годов студию покинули многие ведущие режиссёры, которые перешли в студии, где могли бы создавать свои собственные фильмы. В мае 2007 года Anabolic и Diabolic объявили об окончании их сотрудничества и что обе компании теперь будут работать отдельно. Студию Diabolic возглавили Грегг Алан и Грег Альвес.

## Награды
В списке представлены самые важные награды, полученные студией.
- 1993 AVN Award — 'Best Pro-Am Release' for Biff Malibu’s Totally Nasty Home Videos 6[3]
- 1995 AVN Award — 'Best Anal-Themed Release' for Butt Banged Bicycle Babes[3]
- 1996 AVN Award — 'Best Group Sex Scene — Video' for World Sex Tour 1[3] (Эрика Белла и другие)
- 1997 AVN Award — 'Best Gangbang Tape' for Gangbang Girl 17[3]
- 1998 AVN Award — 'Best Gangbang Tape' for Gangbang Girl 19[3]
- 1998 AVN Award — 'Best Anal Sex Scene — Video' for Butt Banged Naughty Nurses[3]
- 2000 AVN Award — 'Best Specialty Release — BDSM' for Rough Sex 1[3]
- 2003 AVN Award — 'Best All-Sex Release' for Bring 'Um Young 9[3]
- 2008 AVN Award — 'Best Ethnic-Themed Release, Asian' for Anabolic Asians 5[4]
- 2009 AVN Award — 'Best Internal Series' for Ass Cream Pies[5]